# Lodyha
Lodyha (caulis) je nadzemní nedřevnatý stonek bylin, který nese listy (na rozdíl od stvolu). Listy nejsou jen na jedné části stonku – jsou rozmístěny po celé jeho délce, stonek navíc přetrvává jen jedno vegetační období. Je to nejčastější druh stonku, mezi rostliny s tímto stonkem patří hluchavka, mák polní, kopřiva, mochna.